# Центрозом
Део цитоплазме близу једра који садржи пар центриола, постављених међусобно под правим углом, назива се центрозом. Центрозом је органела која нема мембрану и није присутан у ћелијама биљака (осим неких алги и раставића) и јајним ћелијама сисара (човека). Центриоле имају облик цилиндра чији је зид изграђен од 9 група по 3 микротубуле (микроскопски ситне цевчице). Улога центриола је у организацији деобног вретена које омогућава кретање хромозома за време ћелијске деобе.
Грађу сличну центриолама имају трепље (цилије) и бичеви (флагеле) – дугачке, танке структуре које полазе са површине многих еукариотских ћелија и покривене су ћелијском мембраном. Грађа им је иста, а разликују се само у дужини – флагеле су дуже. (Прокариоте такође имају флагеле, али другачије структуре. Помоћу њих се крећу једноћелијски организми (бичари и трепљари међу протозоама) као и сперматозоиди многих животиња па и човека. 
У основи сваке цилије и флагеле је базално телашце које има исти пречник као и цилија или флагела. Трепље и бичеви израстају из базалног телашца тако што се микротубуле слажу једна на другу, али се по једна микротубула у свакој групи губи. Тако се цилије и флагеле састоје од 9 група по 2 микротубуле које формирају цилиндар, а у његовом центру се налази још додатни пар микротубула.